# Mandraka Dam
Mandraka Dam är en dammbyggnad i Madagaskar. Den ligger i den centrala delen av landet, 40 km öster om huvudstaden Antananarivo. Mandraka Dam ligger 1 165 meter över havet.
Terrängen runt Mandraka Dam är kuperad åt nordost, men åt sydväst är den platt. Terrängen runt Mandraka Dam sluttar brant österut. Runt Mandraka Dam är det ganska tätbefolkat, med 60 invånare per kvadratkilometer. Närmaste större samhälle är Manjakandriana, 13,6 km väster om Mandraka Dam. I omgivningarna runt Mandraka Dam växer i huvudsak städsegrön lövskog.